# Colletes sichuanensis
Colletes sichuanensis är en biart som beskrevs av Kuhlmann 2007. Colletes sichuanensis ingår i släktet sidenbin, och familjen korttungebin. Inga underarter finns listade i Catalogue of Life.